# Salome (Arizona)
Salome és una concentració de població designada pel cens del Comtat de La Paz a l'estat d'Arizona (Estats Units d'Amèrica).

## Demografia
Segons el cens del 2000 Salome tenia 1.690 habitants, 780 habitatges, i 502 famílies La densitat de població era de 23,8 habitants/km².
Dels 780 habitatges en un 16,3% hi vivien nens de menys de 18 anys, en un 57,4% hi vivien parelles casades, en un 3,5% dones solteres, i en un 35,6% no eren unitats familiars. En el 28,3% dels habitatges hi vivien persones soles el 15,6% de les quals corresponia a persones de 65 anys o més que vivien soles. El nombre mitjà de persones vivint en cada habitatge era de 2,17 i el nombre mitjà de persones que vivien en cada família era de 2,63.
Per edats la població es repartia de la següent manera: un 17,3% tenia menys de 18 anys, un 3,6% entre 18 i 24, un 15,9% entre 25 i 44, un 29,3% de 45 a 60 i un 33,8% 65 anys o més.
L'edat mediana era de 57 anys. Per cada 100 dones de 18 o més anys hi havia 109,8 homes.
La renda mediana per habitatge era de 22.866 $ i la renda mediana per família de 24.805 $. Els homes tenien una renda mediana de 23.500 $ mentre que les dones 21.786 $. La renda per capita de la població era de 12.872 $. Aproximadament el 16,7% de les famílies i el 23,3% de la població estaven per davall del llindar de pobresa.

## Poblacions properes
El següent diagrama mostra les poblacions més properes.